# فادي حنانيا
فادي غازي حنا حنانيا دبلوماسي فلسطيني من مواليد رام الله، يشغل منذ تقديم أوراق اعتماده في 15 مارس 2019 منصب سفير دولة فلسطين لدى مالطا. كما كان سابقًا مديرًا عامًا للمراسم في وزارة الخارجية الفلسطينية.